# Vandœuvre-lès-Nancy
Vandœuvre-lès-Nancy là một xã trong vùng Grand Est, thuộc tỉnh Meurthe-et-Moselle, quận Nancy, chef-lieu của 2 tổng. Tọa độ địa lý của xã là 48° 39' vĩ độ bắc, 06° 10' kinh độ đông.

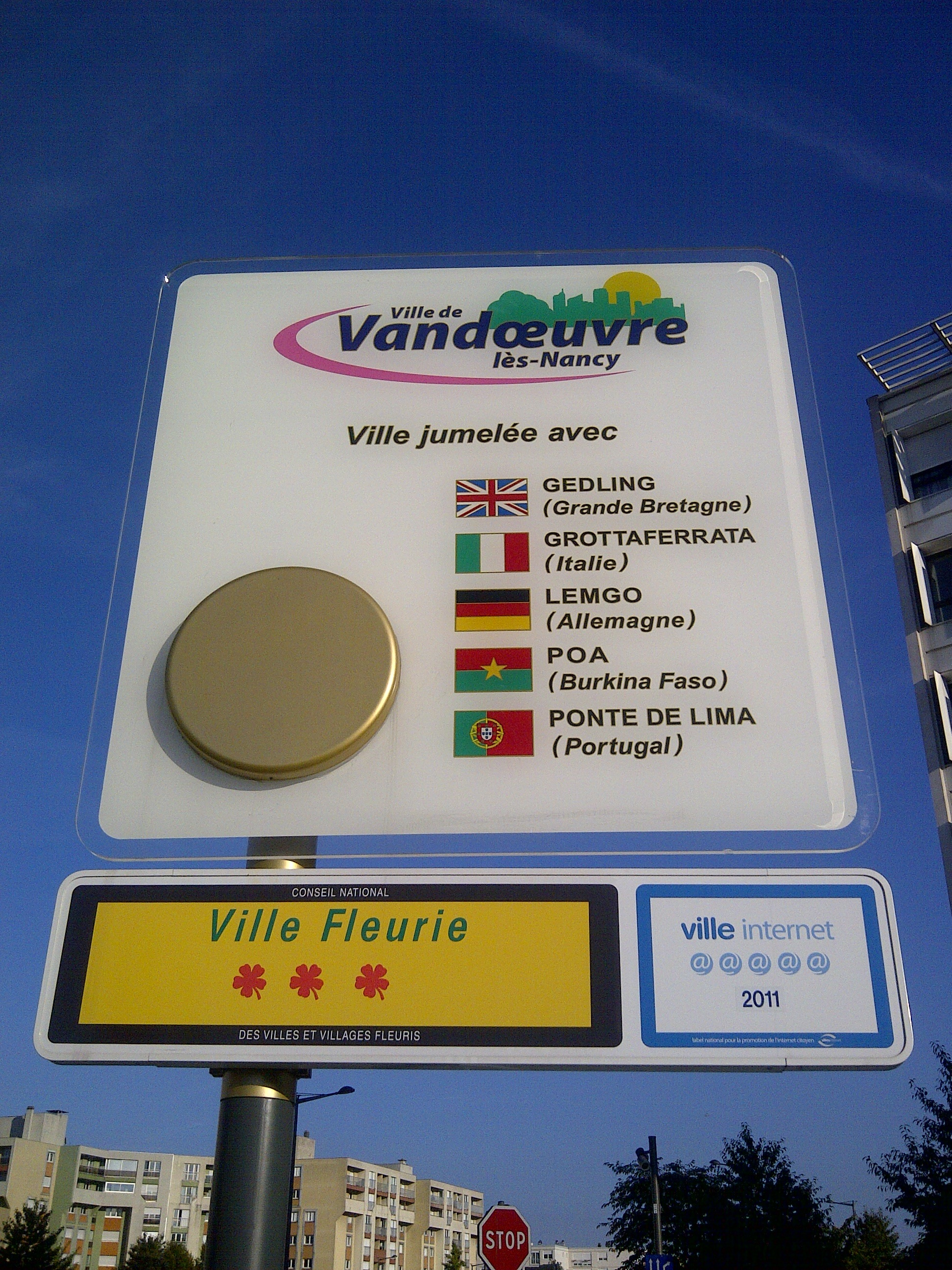
Vandœuvre-lès-Nancy

## Các thành phố kết nghĩa
- Lemgo, Nordrhein-Westfalen, Đức
- Grottaferrata, Ý,
- Ponte de Lima, Bồ Đào Nha,
- Gedling, Anh,